# Стадник Андрій Андрійович
Андрій Андрійович Ста́дник (псевдо: «Бистрий», «Чорт») (12 грудня 1914, с. Побук Сколівського району Львівської області — 11 травня 1946, біля с. Луги, Рожнятівський район, Івано-Франківська область) — командир сотні УПА «Бистриця».

## Життєпис
Народився 12 грудня 1914 року в селі Побук Сколівського повіту Королівства Галичини та Володимирії (тепер Сколівського району Львівської області) у родині священика. Дитинство проходило в с. Завій Калуського повіту, де батько був парохом. Після смерті батька в 1921 р. мати забрала чотирьох дітей і переїхала в с. Підгірки до свого батька — місцевого пароха. Тут Андрій закінчив школу, в Калуші — курси пекарів і працював у пекарні Пакіса. У Підгірках Андрій брав активну участь в роботі «Просвіти», грав у духовому оркестрі та співав у хорі.
У 1933-1937 рр. служив у Польському війську біля Познані, отримав звання капрала. У 1937 році повернувся до Підгірок і вступив до місцевого осередку ОУН. У 1942 р. брат Василь був забраний німцями в Німеччину на примусові роботи, Андрія ж забрали до бавдінсту в Ясені, де рік працював на лісозаготівлі. В 1943 р. за завданням ОУН пішов на службу в поліцію там же в Ясені. Після Покрови того ж року разом іншими поліцаями Ясеня допоміг прибулому відділу УНС захопити тартак і гуральню, після чого разом зі зброєю пішов із повстанцями. Очолив боївку Служби Безпеки з 17 стрільців, яка контролювала район Ясеня і Перегінська. Влітку 1944 р. був ройовим у вишкільній чоті «Богдана». 16 січня 1945 р. у Станіславській тюрмі московські окупанти розстріляли сестру Ірину (була зв'язковою підпілля).
В лютому 1945 р. на зустрічі з провідниками «Нечаєм» і «Хмарою» отримав завдання організувати сотню УПА, яка отримала назву «Бистриця» (пізніше — відділ 85). Основою стала боївка СБ. 2 березня прибуло поповнення і почалась підготовка. Два роки сотня рейдувала Прикарпаттям і вела партизанську війну. Загинув навесні 1947 року в бою проти більшовиків біля с. Луги, Рожнятівський район, Станіславська область, прикриваючи удвох зі стрільцем «Марком» відхід сотні.

## Вшанування
У жовтні 1997 р. жителі села Луги на могилі п'яти повстанців встановили березовий хрест з написом: «Тут лежать герої, які полягли за волю України. Вічна їм слава».